# Malung
Malung es una localidad sueca (tätort), sede del municipio de Malung-Sälen, en la provincia de Dalarna. Tenía una población de 4873 habitantes en 2023, en un área de 10,4 km².

## Historia
La historia de Malung como pueblo o asentamiento precede a la historia local registrada. Es mencionada en el cuento del siglo xiii, la saga de Sverre, que el rey noruego Sverre Sigurdsson atravesó una ciudad llamada «Molung» mientras pasaba por Jarnberaland (Järnbäraland, «tierra de hierro», hoy en día Dalecarlia) en el año 1177. Los lugareños fueron descritos como amigables y serviciales aunque paganos debido a su creencia en la fe de Æsir o la antigua religión nórdica. Esto convierte a Malung en el primer asentamiento en Dalarna registrado en texto.
Además de la propia historia de la localidad, se pueden encontrar una de varias canteras de piedra aproximadamente a cinco kilómetros al sureste del centro de la ciudad. La cantera tiene 1700 metros de largo, 50-170 metros de ancho y ha estado activa desde principios de la era vikinga en base a hallazgos que datan de la segunda mitad del siglo viii. Se han encontrado piedras de molino cortadas en esta cantera tan al sur como Lund, así como en Mälardalen, la mayor parte de Svealand e incluso Noruega. La cantera es una reserva cultural desde 2003.

## Demografía
| 5500                                                | 5784 | 6028 | 6211 | 6114 | 5667 | 5510 | 5176 | 5146 | 5126 | 4927 |
| (Fuente: Oficina Central de Estadísticas de Suecia) |      |      |      |      |      |      |      |      |      |      |